# Johan II. van der Leede
Johan II. (van Arkel) van der Leede (ca. 1270 in Beusichem; † 16. August 1304) war ein holländischer Edelmann aus dem Geschlecht der Herren van Arkel. Er führte die Titel eines Herren von Polsbroek und war der letzte Herr Ter Leede.
Johan war möglicherweise ein Enkelsohn oder Neffe des Johan I. van der Leede gewesen. Er hatte einen älteren Bruder namens Herbaren van der Leede, Ambachtsherr von Haastrecht; deren beider Eltern konnten aber genealogisch noch nicht erfasst werden.
Urkundlich ist er im Jahre 1286 als Verleiher von 2.000 Gulden an Gijsbrecht IV. van Amstel aufgetreten. Im Jahre 1288 war Johan einer der Initiatoren zur Aussöhnung zwischen Graf Floris V. von Holland und Herman VI. van Woerdern.
Im Jahre 1302 unterstützte er Johann van Avesnes, Grafen des Hennegaus, Bemühen um das Erbe der Grafschaft Holland. Durch Johans Einfluss stellte sich die Stadt Schoonhoven auf die Seite des Grafen vom Hennegau. Im Jahre 1304 war er unter Jan van Renesse in flämische Dienste getreten. Bei einem Rückzugsgefecht im Streit mit der holländischen Partei war Johan ertrunken. Nach dem Tod Johans ist die Herrlichkeit Ter Leede als erledigtes Lehen an den Grafen zurückgegangen, der es im folgenden Jahr an Johan III. (aus dem zweiten Haus der Arkles) an den Hauptstamm der Van Arkels zurückgab.